# Tridacna crocea
Tridacna crocea é uma espécie de bivalve da família Tridacnidae.
Pode ser encontrada nos seguintes países: Austrália, Guam, Indonésia, Japão, Malásia, ilhas Marianas do Norte, Palau, Papua-Nova Guiné, Filipinas, Singapura, the Ilhas Salomão, Tailândia, Vanuatu, Vietname e possivelmente em Tuvalu.